# استردیلن
استردیلن (به لاتین: Østerdalen) یک منطقهٔ مسکونی در نروژ است که در هدمارک واقع شده‌است. استردیلن ۱۹٬۳۸۶ کیلومتر مربع مساحت و ۵۰٬۹۰۶ نفر جمعیت دارد.